# 노바고리차

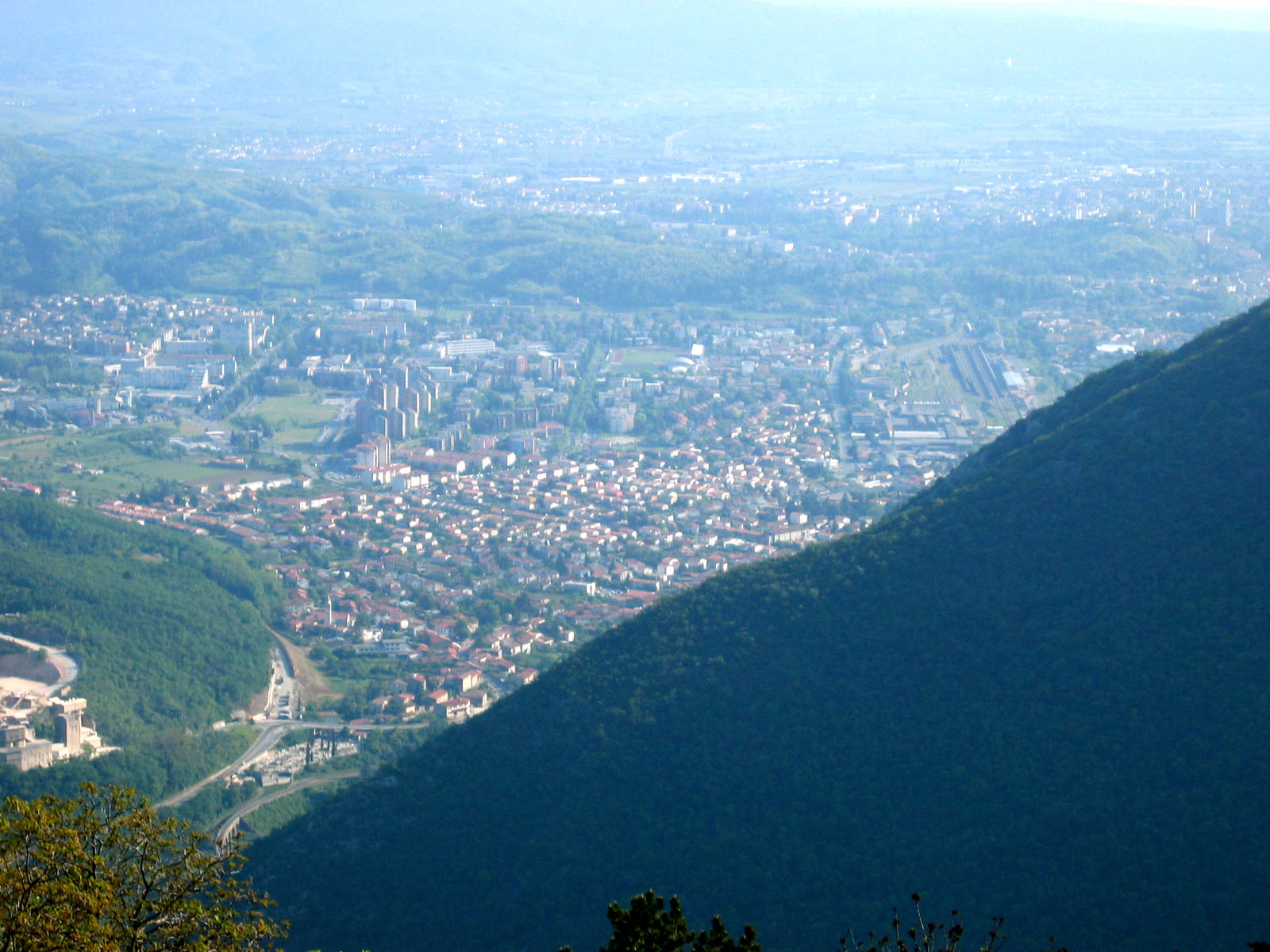
스베타고라 산(Sveta Gora)에서 내려다 본 노바고리차 시가지

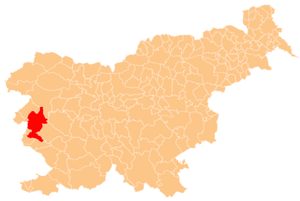
노바고리차의 위치

노바고리차(슬로베니아어: Nova Gorica)는 슬로베니아 서부에 위치한 도시로 면적은 309.0km2, 인구는 32,763명(2002년 기준), 인구 밀도는 106명/km2이다. 이탈리아와 국경을 접하며 인근에는 이탈리아 고리치아가 위치한다.
1948년 유고슬라비아와 이탈리아 사이에 맺은 국경 조약에 따라 유고슬라비아에 편입되었다.

## 자매 도시
- 세르비아 알렉산드로바치
- 오스트리아 클라겐푸르트
- 크로아티아 오토차치
- 이탈리아 산벤데미아노

## 사진

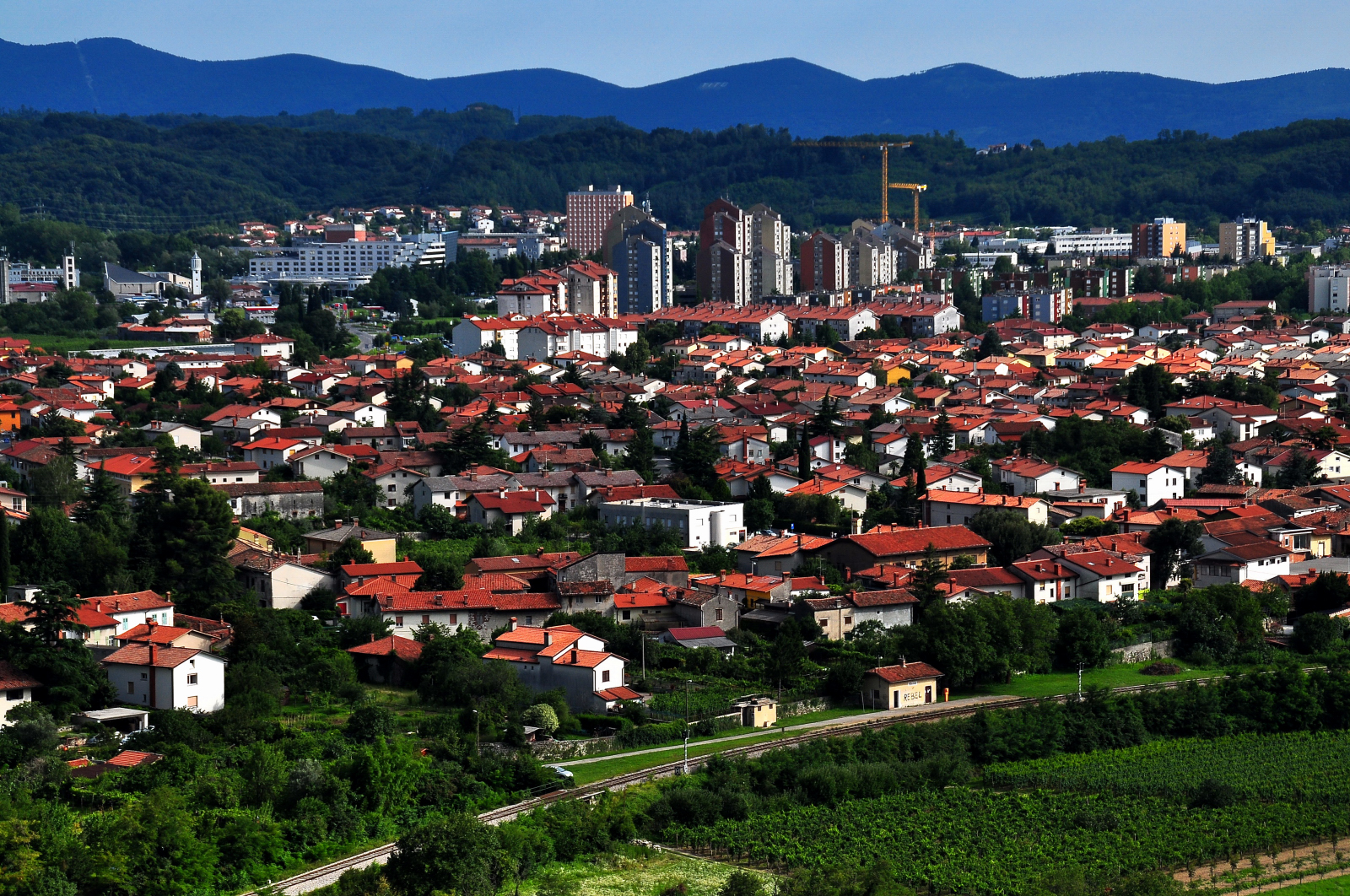
노바고리차 시가지
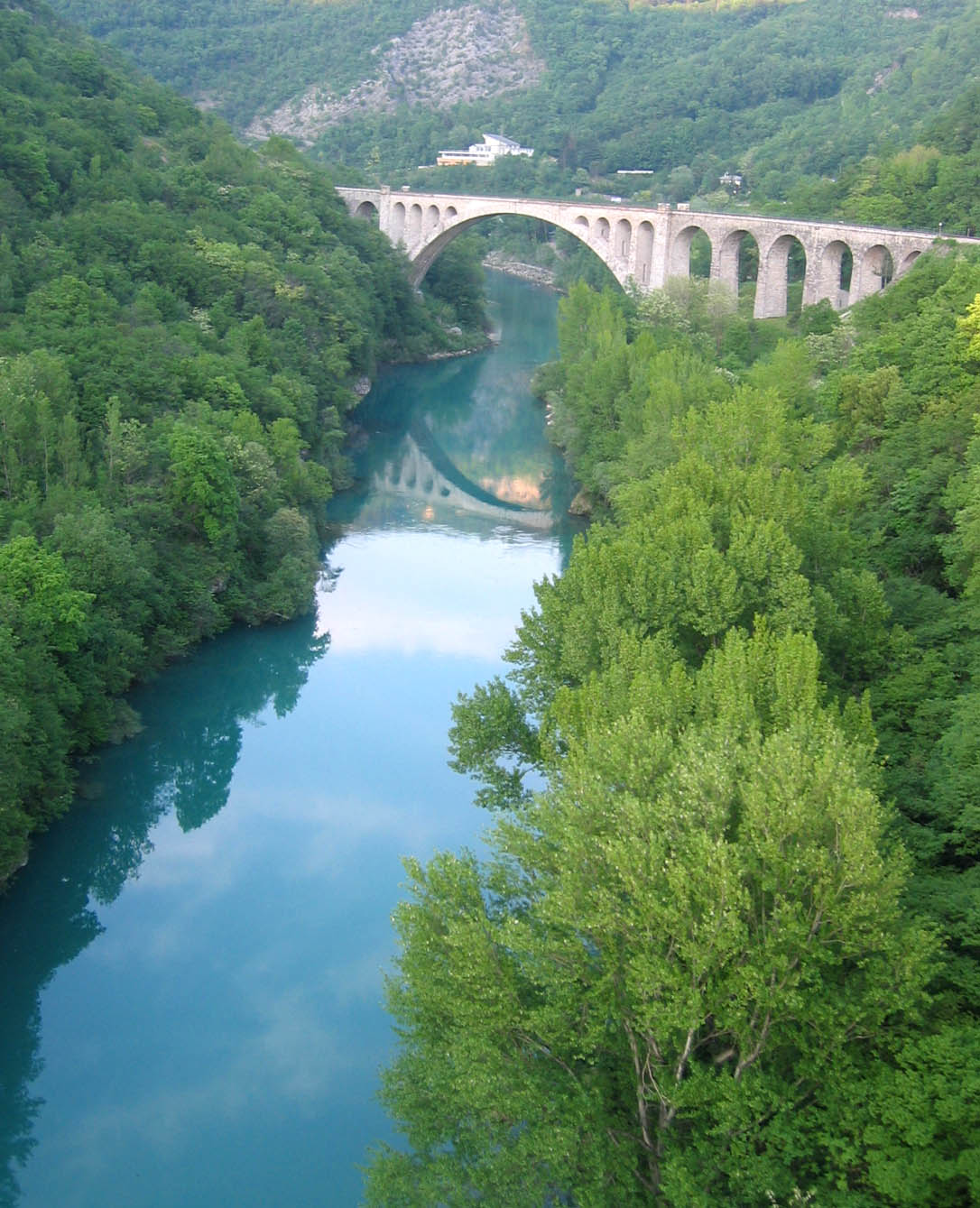
소차 강에 세워진 솔칸 교